# Limenitis bicina
Limenitis bicina är en fjärilsart som beskrevs av Van Eecke. Limenitis bicina ingår i släktet Limenitis och familjen praktfjärilar. Inga underarter finns listade i Catalogue of Life.